# Yamautidius tetsuoi
Yamautidius tetsuoi is een keversoort uit de familie van de loopkevers (Carabidae). De wetenschappelijke naam van de soort is voor het eerst geldig gepubliceerd in 1982 door Ueno.